# Сен-Мишель (Атлантические Пиренеи)
Сен-Мише́ль (фр. Saint-Michel) — коммуна во Франции, находится в регионе Аквитания. Департамент — Атлантические Пиренеи. Входит в состав кантона Монтань-Баск. Округ коммуны — Байонна.
Код INSEE коммуны — 64492.

## География

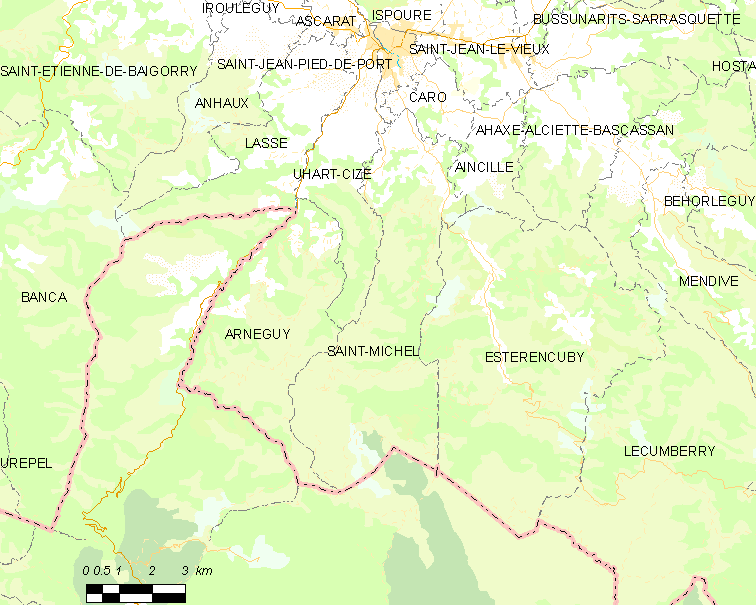
Карта коммуны

Коммуна расположена приблизительно в 700 км к юго-западу от Парижа, в 200 км южнее Бордо, в 75 км к западу от По.
На севере коммуны протекает река Нив.

### Климат
Климат тёплый океанический. Зима мягкая, средняя температура января — от +5°С до +13°С, температуры ниже −10 °C бывают редко. Снег выпадает около 15 дней в году с ноября по апрель. Максимальная температура летом порядка 20-30 °C, выше 35 °C бывает очень редко. Количество осадков высокое, порядка 1100 мм в год. Характерна безветренная погода, сильные ветры очень редки.

## Население
Население коммуны на 2010 год составляло 264 человека.
| 1962 | 1968 | 1975 | 1982 | 1990 | 1999 | 2010 |
| ---- | ---- | ---- | ---- | ---- | ---- | ---- |
| 351  | 318  | 286  | 299  | 276  | 256  | 264  |

## Администрация
| Период | Период | Фамилия        | Партия | Примечания |
| ------ | ------ | -------------- | ------ | ---------- |
| 1995   | 2001   | Пьер Эчеверри  |        |            |
| 2001   | 2020   | Реймон Минондо |        |            |

## Экономика
В 2010 году среди 174 человек трудоспособного возраста (15-64 лет) 113 были экономически активными, 61 — неактивными (показатель активности — 64,9 %, в 1999 году было 73,1 %). Из 113 активных жителей работали 109 человек (63 мужчины и 46 женщин), безработных было 4 (1 мужчина и 3 женщины). Среди 61 неактивных 8 человек были учениками или студентами, 35 — пенсионерами, 18 были неактивными по другим причинам.

## Достопримечательности
- Церковь Св. Винсента (1905 год)[4]
- Редут Шато-Пиньон (XVI век). Исторический памятник с 1993 года[5]

## Фотогалерея

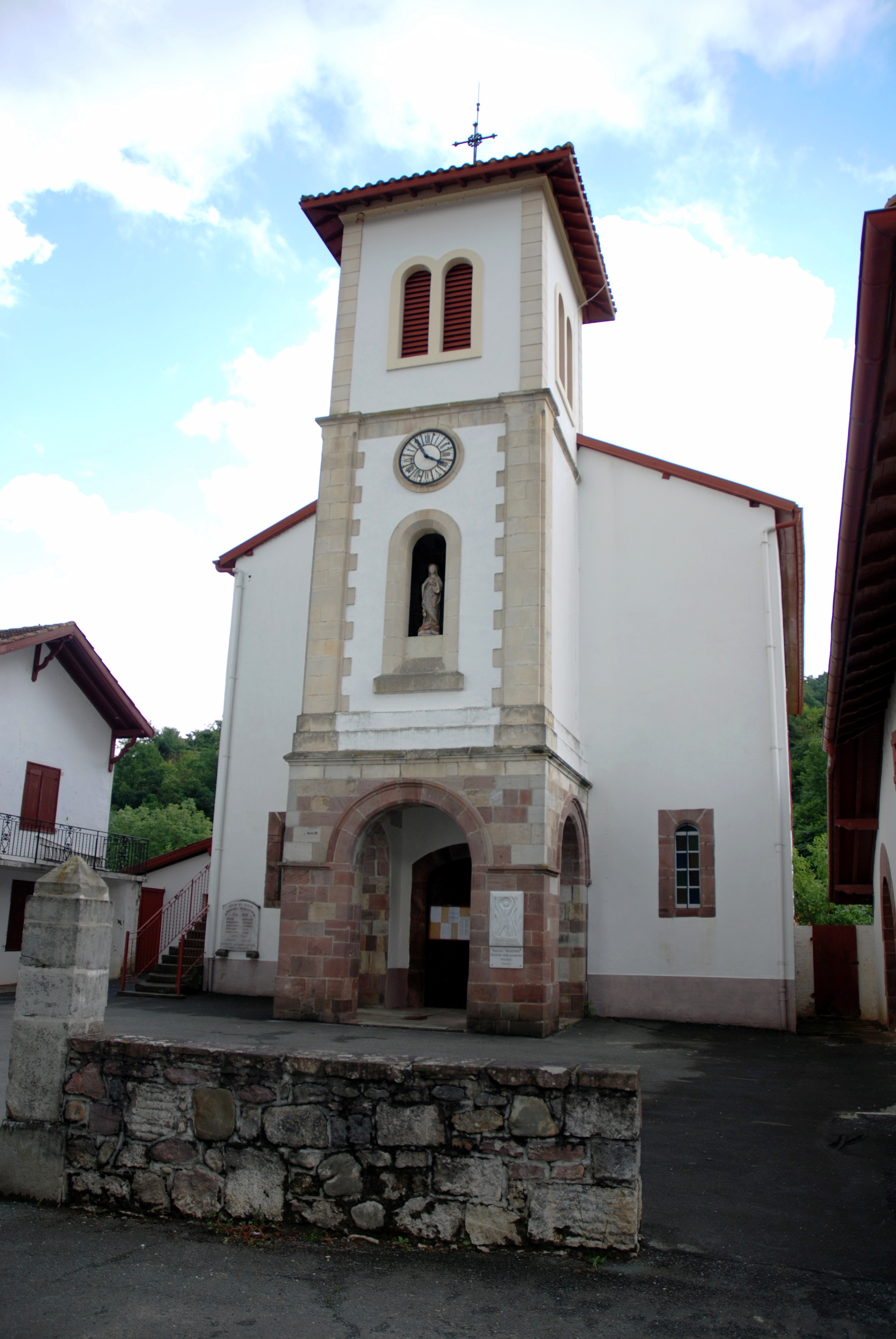
Церковь Св. Винсента
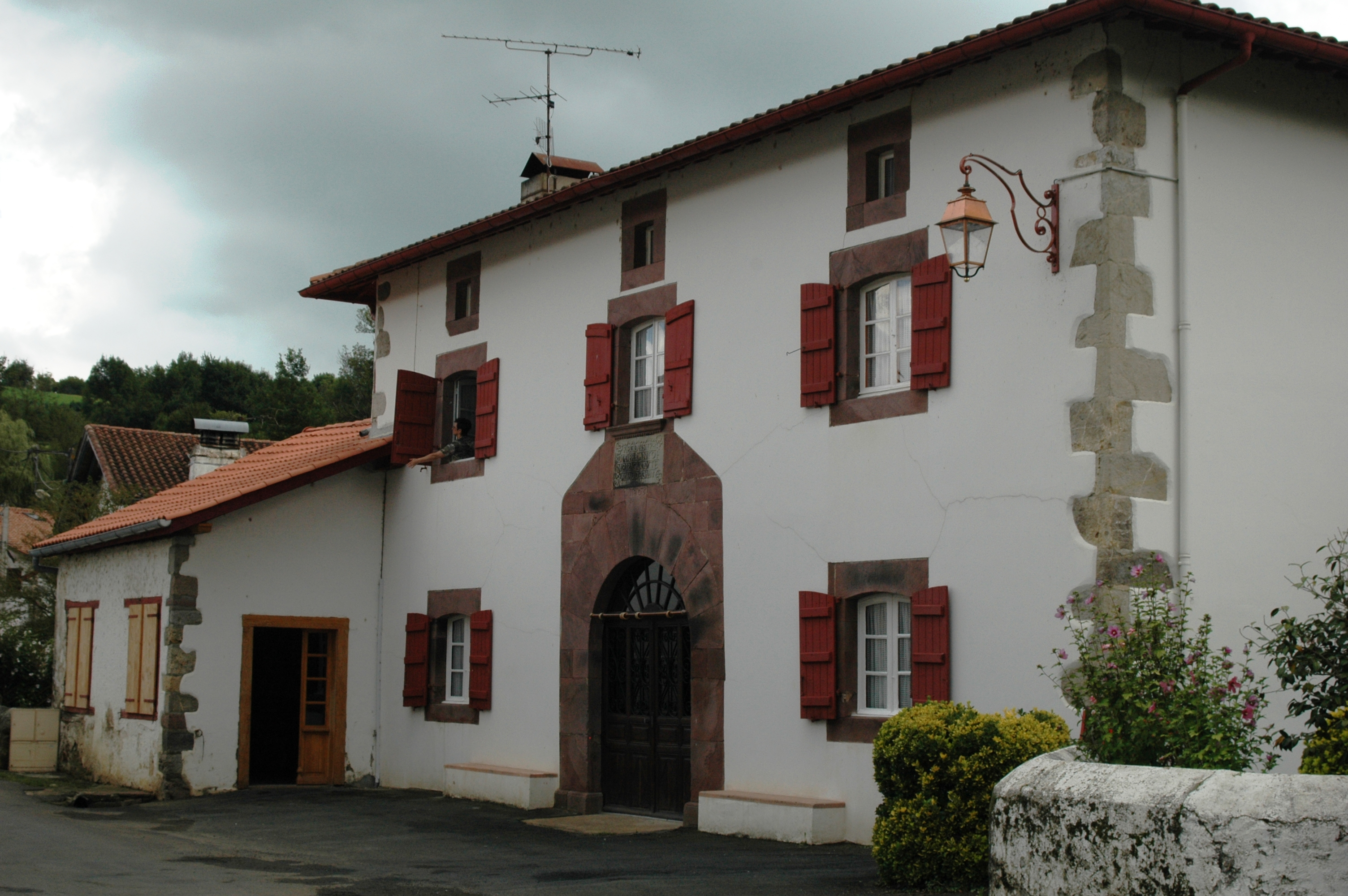
Типичный дом
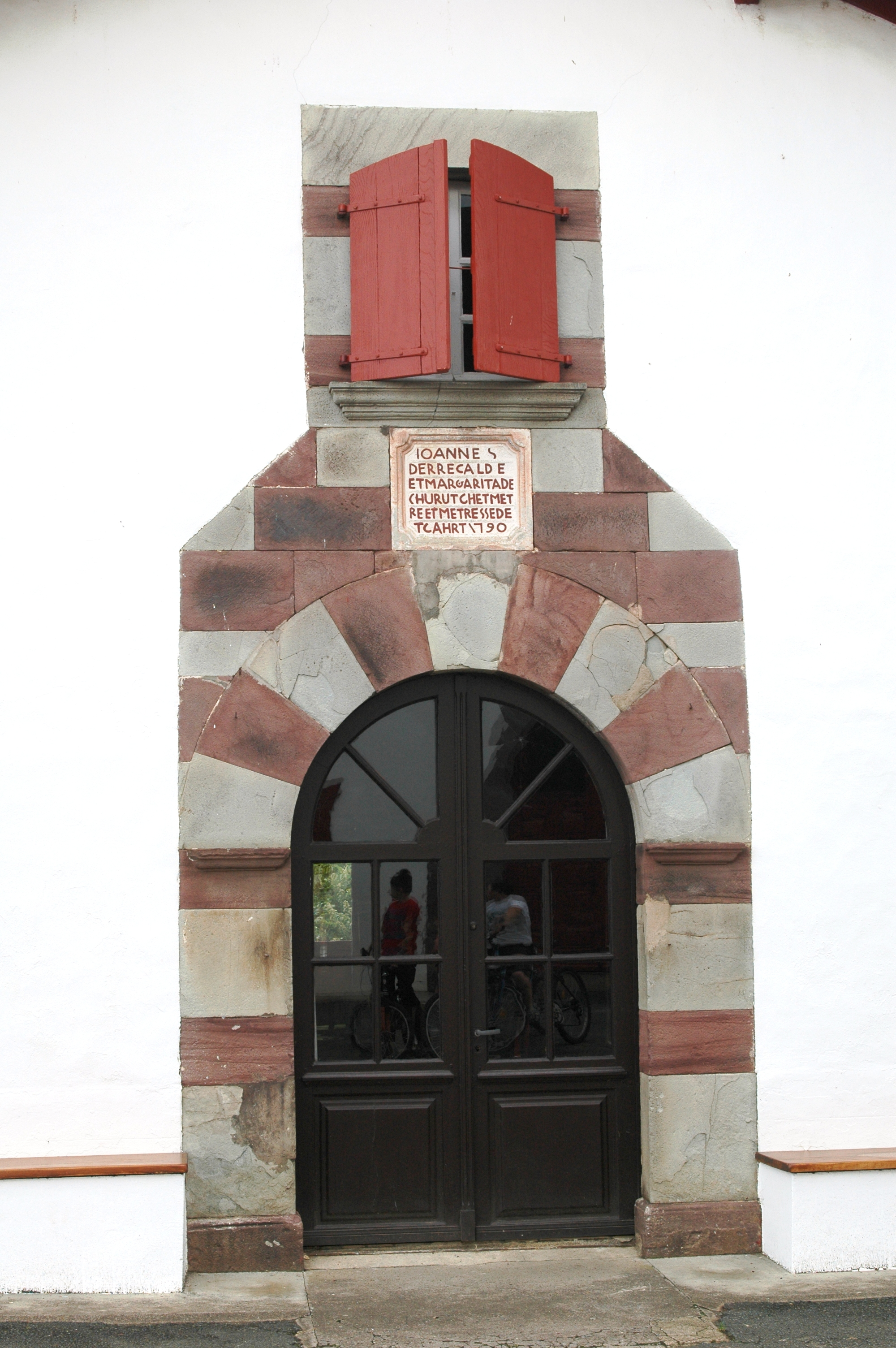
Двери
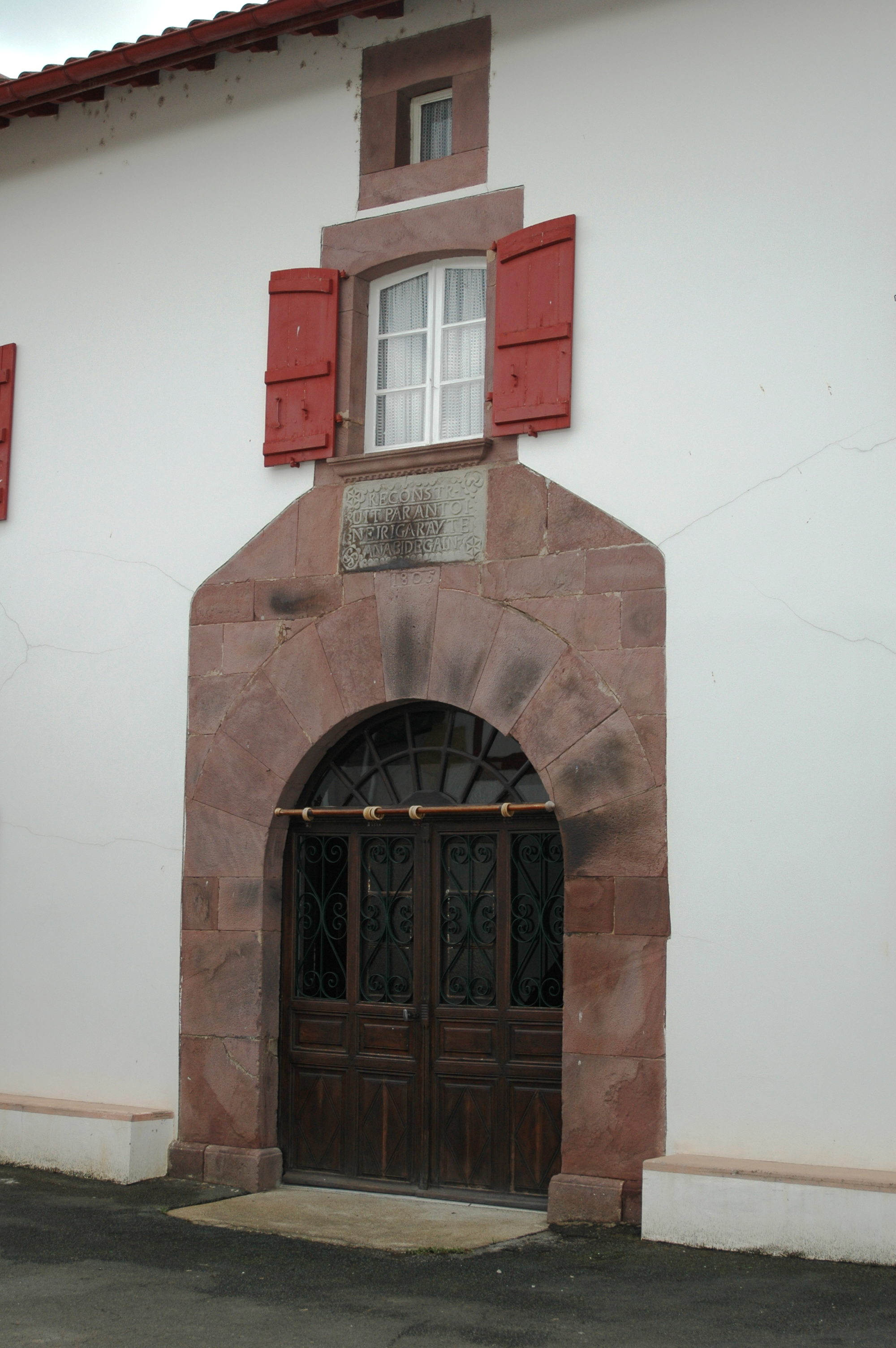
Двери